# Notothlaspi
Notothlaspi là chi thực vật có hoa trong họ Cải.